# Trois contes merveilleux

Trois contes merveilleux était une fiction diffusée sur France 2, produite par Olivier Minne et réalisée par Hélène Guétary. Ce divertissement, qui réunit pour la troisième fois la troupe des animateurs et journalistes de France 2, fut diffusée le soir de Noël, le 25 décembre 2007. Les présentateurs de France 2 jouèrent trois grands contes : Cendrillon, Blanche-Neige et Barbe-Bleue.

## Contexte
- En avril 2005, les animateurs de France 2 s'essayèrent au théâtre, avec la pièce de Georges Feydeau, Un fil à la patte. Le producteur était déjà Olivier Minne, le metteur en scène était Francis Perrin.
- En juin 2006, ils renouvelèrent l'expérience en jouant l'opérette Trois jeunes filles nues. Même producteur, même metteur en scène.

## Distribution
Pierre Bellemare dans le rôle du narrateur

### Cendrillon
- Sarah Lelouch (Cendrillon)
- Sophie Davant (Marraine)
- Bertrand Renard (Père de Cendrillon)
- Catherine Ceylac (Marâtre)
- Frédérique Courtadon (Javotte)
- Eglantine Emeyé (Sidonie)
- Christelle Ballestrero (Lucie)
- Olivier Minne (le Prince)
- Pierre Galibert (le Roi)
- Françoise Laborde (la Reine)
- Stéphane Bern (le Chambellan)
- Arnaud Poivre d'Arvor (le crieur)
- Yoann Sover (le laquais)

### Barbe-Bleue
- Patrice Laffont (Barbe-Bleue)
- Danielle Moreau (Ludivine)
- Nathalie Rihouet (Eglantine)
- Valérie Maurice (Anne)
- Valérie Payet (Adélaïde)
- Tex (Gardienne)
- Thierry Beccaro (Victor)
- Laurent Luyat (Nestor)
- Philippe Lefait (Henri)
- Damien Thévenot (Aldebert)
- Ève Ruggieri (Mère Adélaïde)
- Nelson Monfort (Curé Pierre)
- Danielle Moreau (une invitée au dîner de Barbe-Bleue)
- Christelle Ballestrero (femme fantôme n°1)
- Béatrice Benoît-Gonin (femme fantôme n°2).
- Virginie Guilhaume (femme fantôme n°3 et une invitée au dîner de Barbe-Bleue)

### Blanche-Neige
- Anne-Gaëlle Riccio (Blanche-Neige)
- Marie-Ange Nardi (Reine Noire)
- Henry-Jean Servat (le roi)
- Laurent Romejko (le prince)
- Gérard Holtz (Miroir)
- Jérôme Bonaldi (un cuisinier)
- Francis Perrin (un cuisinier)
- Sylvie Adigard (la camériste)
- David Martin (le chasseur Enguerrand)
- Anthony Laborde (Timide)
- André Bouchet (Grincheux)
- Alain Prévost (Prof)
- Laurent Artufel (le ministre)
- Michel Drucker (le prêtre)